# Nikola Hotel
Nikola Hotel (* 28. März 1978 in Bonn) ist eine deutsche Schriftstellerin, die überwiegend Romane für Erwachsene und Jugendfantasybücher verfasst.

## Leben
Nikola Hotel schrieb bereits als Kind Kurzgeschichten, absolvierte zunächst jedoch eine Ausbildung zur Krankenschwester. Sie lebt mit ihrem Mann und ihren drei Söhnen in der Nähe von Bonn.

## Literarisches Wirken
2012 publizierte Hotel ihren Debütroman Rabenblut drängt ohne Verlag, welcher im März 2013 beim 1. Self-Publishing Wettbewerb autoren@Leipzig Award auf der Leipziger Buchmesse in der Kategorie Belletristik den 3. Platz erreichte. Die Paperback-Ausgabe It Was Always You erreichte 2020 Platz 17 der Spiegel-Bestsellerliste in der Kategorie Belletristik, der Folgeband It was always Love erreichte Platz 8. Die Hörbuchfassungen beider Titel führten im Oktober 2020 die Streaming-Liste von BookBeat auf Platz eins und zwei an. Das Hörbuch It Was Always You erreichte bei BookBeat Platz fünf der erfolgreichsten Titel des Jahres 2020.

## Rezeption
Jetzt oder Nils
- „Nikola Hotel hat mit ihrem vierten veröffentlichten Buch Jetzt oder Nils eine leichte, romantische Komödie geschaffen. In bunten, lebhaften Bildern beschreibt sie die turbulente Handlung rund um Emma Arend und kreiert lebhafte unterschiedliche Charaktere. Mit den beiden Protagonisten Nils und Emma hat sie zwei völlig gegensätzliche Personen geschaffen, die jedoch schnell eine gemeinsame Ebene entwickeln - den Humor. Mit zahlreichen humoristischen Passagen verleiht Nikola Hotel dem Buch eine ausgeprägte Leichtigkeit. […] Die Dialoge sind witzig und erfrischend - mit einer Portion Ironie an den richtigen Stellen. Der regionale Bezug des Romans verleiht dem Buch eine einzigartige Note. Der rheinische Frohsinn scheint sich im gesamten Roman widerzuspiegeln. Denn neben Handlungsbezügen zu den Kölner Kranhäusern sind auch Schreibstil und Dialoge von humorvoller Leichtigkeit geprägt, so dass die Seiten nur so dahin fliegen.“ – Isabel Günther, Humorvolle Leichtigkeit. In: General-Anzeiger Bonn, 3. Juni 2015[1]

## Werke

### Rabenblut-Saga
- Rabenblut — Nur einen Flügelschlag entfernt. Amazon Publishing 2013, ISBN 978-1-503-95131-0
- Rabentod — Auf Schwingen getragen. Amazon Publishing 2015, ISBN 978-1-503-93645-4

### Blakely-Brüder-Dilogie
- It was always you. Rowohlt Taschenbuch, Hamburg 2020, ISBN 978-3-499-00314-1
- It was always love. Rowohlt Taschenbuch, Hamburg 2020, ISBN 978-3-499-00315-8

### Paper-Love-Dilogie
- Ever – Wann immer du mich berührst. Rowohlt Taschenbuch, Hamburg 2021, ISBN 978-3-499-00576-3
- Blue – Wo immer du mich findest. Rowohlt Taschenbuch, Hamburg 2021, ISBN 978-3-499-00577-0

### Dark-Academia-Duett
- Dark Ivy – Wenn ich falle. Rowohlt Taschenbuch, Hamburg 2022, ISBN 978-3-499-00874-0

### Einzelbände
- Fernsehköche küsst man nicht. Eigenverlag, Hennef 2013, ISBN 978-1-490-31929-2
- Flötenzeit. Eigenverlag, Hennef 2015, ISBN 978-3-844-80695-3
- Jetzt oder Nils. Aufbau Verlag, Berlin 2015, ISBN 978-3-746-63135-6
- Für immer und Emil. Aufbau Verlag, Berlin 2016, ISBN 978-3-746-63212-4
- Franz oder gar nicht. Aufbau Verlag 2017, ISBN 978-3-746-63267-4

## Auszeichnungen
- 2013: Platz 3 autoren@Leipzig Award beim Self-Publishing Wettbewerb der Leipziger Buchmesse in der Kategorie Belletristik

## Belege
1. 1 2  Isabell Günther: Humorvolle Leichtigkeit. Nikola Hotel liest in Hennef. In: ga.de. General-Anzeiger Bonn GmbH, 3. Juni 2015, abgerufen am 8. April 2022.
2. ↑  Nikola Hotel. In: rowohlt.de. Rowohlt Verlag GmbH, abgerufen am 8. April 2022.
3. ↑  autoren@leipzig Award – Die Preisträger des 1. Self-Publishing-Wettbewerbs stehen fest. In: literaturcafe.de. literaturcafe.de, 11. März 2012, abgerufen am 21. September 2021.
4. ↑  Hörbuch-Streaming-Charts im Oktober: Viel Romantik und Marc-Uwe Kling. In: buchreport.de. buchreport.de, 6. November 2020, abgerufen am 21. September 2021.
5. ↑  BookBeat GmbH: Die meistgehörten Hörbücher 2020 bei BookBeat: Anzahl der gehörten Stunden fast verdreifacht. In: presseportal.de. news aktuell GmbH, 7. Dezember 2020, abgerufen am 21. September 2021.

| Personendaten    | Personendaten             |
| ---------------- | ------------------------- |
| NAME             | Hotel, Nikola             |
| KURZBESCHREIBUNG | deutsche Schriftstellerin |
| GEBURTSDATUM     | 28. März 1978             |
| GEBURTSORT       | Bonn                      |